# Athboy
Athboy (iriska: Baile Átha Buí) är en ort i republiken Irland.   Den ligger i grevskapet An Mhí och provinsen Leinster, i den nordöstra delen av landet, 50 km nordväst om huvudstaden Dublin. Athboy ligger 81 meter över havet och antalet invånare är 2 397.
Terrängen runt Athboy är mycket platt. Runt Athboy är det ganska tätbefolkat, med 111 invånare per kvadratkilometer. Närmaste större samhälle är Navan, 15,7 km öster om Athboy. Trakten runt Athboy består i huvudsak av gräsmarker.